# Skořepka
Ulice Skořepka na Starém Městě v Praze spojuje křižovatku ulic Jilská, Husova a Na Perštýně s Uhelným trhem. Nazvána je podle klouboučníckého mistra Víta Skořepa, který v první polovině 16. století vlastnil na čísle 10 Dům U Skořepů. Na čísle 9 je Dům U Šturmů, kde se v roce 1826 narodil významný český vlastenec a mecenáš Vojtěch Náprstek.

## Historie a názvy
Ulice vznikla ve středověku a původně byla úzká a nerovná. V 18. a 19. století se místo původního názvu ulice "Skořepka" používaly názvy "Škořepka", "Škořepí" nebo "Skořápková". Od roku 1945 se používá současný název "Skořepka". V ulici bydlely významné osobnosti:
- 1787 – Wolfgang Amadeus Mozart v domě U Skořepů
- od roku 1639 – sochař Jan Brokoff v domě číslo 5
- od roku 1688 – Ferdinand Maxmilián Brokoff, nejvýznamnější český barokní sochař
- 18. století – barokový malíř Petr Brandl v čísle 3[2]
- do roku 1942 – doc. MUDr. Jan Jesenský s manželkou Alžbětou, též zubní lékařkou – popravení protinacističtí odbojáři

## Budovy, firmy a instituce
- Dům U Mladých Goliášů (U Běchyňů) – Skořepka 1, Jilská 2[3]
- vinařství Waldberg, šenk Vrbovec – Skořepka 3[4]
- Dům U Hroznu, dnes Old Prague Hotel – Skořepka 5[5][6]
- módní butik – Skořepka 8[7]
- Dům U Šturmů – Skořepka 9, Uhelný trh 2[8]
- dům U Skořepů – Skořepka 10, Uhelný trh 1[9]